# Abraham Verhoeven
Abraham Verhoeven, né en 1575 et décédé en 1652, est le premier gazetier connu des Pays-Bas méridionaux.
Abraham Verhoeven, établi à l'enseigne du Soleil doré (Gulden Sonne) sur le rempart des Lombards (Lombardenvest) à Anvers, et ses assistants, parmi lesquels se trouvaient des personnalités telles que Aubertus Miraeus, se chargeaient d'informer leurs compatriotes, rapidement et en profondeur, sur tout ce qui se passait dans une Europe centrale fort ébranlée.

## Biographie
En 1605, année où il figure sur la liste des membres de la guilde de Saint-Luc à Anvers comme imprimeur-graveur (printesnydere) et marchand d'estampes, Verhoeven obtint des archiducs Albert et Isabelle le privilège d'imprimer, en gravure sur bois ou sur cuivre, des nouvelles sur les victoires militaires.
À partir de 1619, Richard Verstegen fournissait copie à Verhoeven.
C'est dans le numéro du 18 septembre 1620 que l'éditeur fait connaître que la permission de publier et de distribuer cette feuille lui avait été octroyée en 1605 et qu'elle fut renouvelée par les mêmes princes en 1620.  On l'avait autorisé à vendre, dans tous les pays soumis à leur obéissance, toutes les nouvelles, victoires, sièges et prises de villes que lesdits princes feraient ou obtiendraient, notamment en Frise ou aux environs du Rhin.  Comme pareille autorisation n'était plus nécessaire dans les Pays-Bas, par suite de la Trêve de douze ans, les mêmes princes accordèrent de nouveau à Abraham Verhoeven l'autorisation d'imprimer et de vendre une nouvelle, de graver et vendre les relations des victoires, sièges, prises de villes et de châteaux qui se feraient, pour l'empereur, en Allemagne, Bohême, Moravie, Autriche, Silésie, Hongrie et autres provinces dans l'empire, par le comte de Bucquoy et Dampier, ou autres, ainsi que toutes les nouvelles venant de la Hollande, du Brabant et des provinces d'Outremeuse.  Le privilège défend à tous imprimeurs, libraires, merciers et autres de les imprimer ou contrefaire, les contrevenants étant punis.  Pour un sou, l'acheteur pouvait acquérir une brochure de huit pages contenant des nouvelles récemment reçues de Vienne, Prague, Rome et Cracovie, illustrée sur la première page d'une gravure sur bois représentant diverses activités militaires.
Ayant renouvelé sa licence en termes plus larges au début de 1620, il commença à imprimer ses pamphlets dans une série.  Sous l'aspect d'un feuilleton de nouvelles régulièrement publiées, ce fut le premier journal des Pays-Bas méridionaux, le premier aussi à être régulièrement illustré, et le premier à avoir un titre imprimé sur la première page.
Verhoeven diffusait la Gazette (ou Nieuwe Tijdinghen) avec l'approbation ecclésiastique.  Soumis à la censure préventive, Verhoeven termine ses morceaux souvent par un bouche-trou qui en dit beaucoup : « Que ce soit vrai, ce qui est écrit ici, le temps nous le dira. »  Il rapportait des événements internationaux, mais de nombreux écrits étaient aussi ouvertement polémiques et paraissaient sous le titre Gazette van Blyschap lorsqu'ils étaient favorables à l'Église catholique romaine et le roi d'Espagne.
En outre, les nouvelles de Verhoeven comprenaient des documents officiels et des copies de lettres politiques, ainsi que de nombreux poèmes satiriques spéculatifs commentant les événements du point de vue catholique espagnol.
Son journal était imprimé la plupart des vendredis et parfois aussi le mercredi et le jeudi.  La publication de Nieuwe Tijdinghen avait cessé en 1629, après quoi Verhoeven adopta un format réduit, moins cher par rapport à l'in-quarto, et il suivit un calendrier strict de publication d'une parution par semaine d'une édition non illustrée qui s'intitulait Wekelijcke Tijdinghen (Nouvelles hebdomadaires).  Par la suite, des problèmes survinrent, conduisant à la suspension temporaire de la publication, en 1632, toutefois reprise peu après sous un autre titre, Courante, jusqu'à ce que Verhoeven dut fermer ses portes pour de bon en 1634,.
Les journaux de Verhoeven firent la chronique de la première décennie de la guerre de Trente Ans et de la deuxième phase de celle de Quatre-Vingts Ans.